# Жига Панце
Жига Панце (словен. Žiga Pance — Љубљана, 1. јануар 1989) професионални је словеначки хокејаш на леду који игра на позицијама крилног нападача.
Члан је сениорске репрезентације Словеније за коју је на међународној сцени дебитовао на светском првенству 2009. (турнир прве дивизије). Био је део словеначког олимпијског тима на њиховом дебитантском наступу на олимпијском турниру, на ЗОИ 2014. у Сочију.
Као играч италијанског Болцана освојио је титулу победника ЕБЕЛ лиге у сезони 2013/14.